# رفراف فضي جنوبي
الرفراف الفضي الجنوبي (الاسم العلمي Ceyx argentatus)، نوع من مخيط الماء وفصيلة رفرافيات. موطنه الفلبين، موائله الطبيعية أراضي الغابات الرطبة المنخفضة الشبه الاستوائية أو المدارية وضفاف الأنهر. إنه مهدد بفقد موائله الطبيعية في الفلبين.

## الوصف

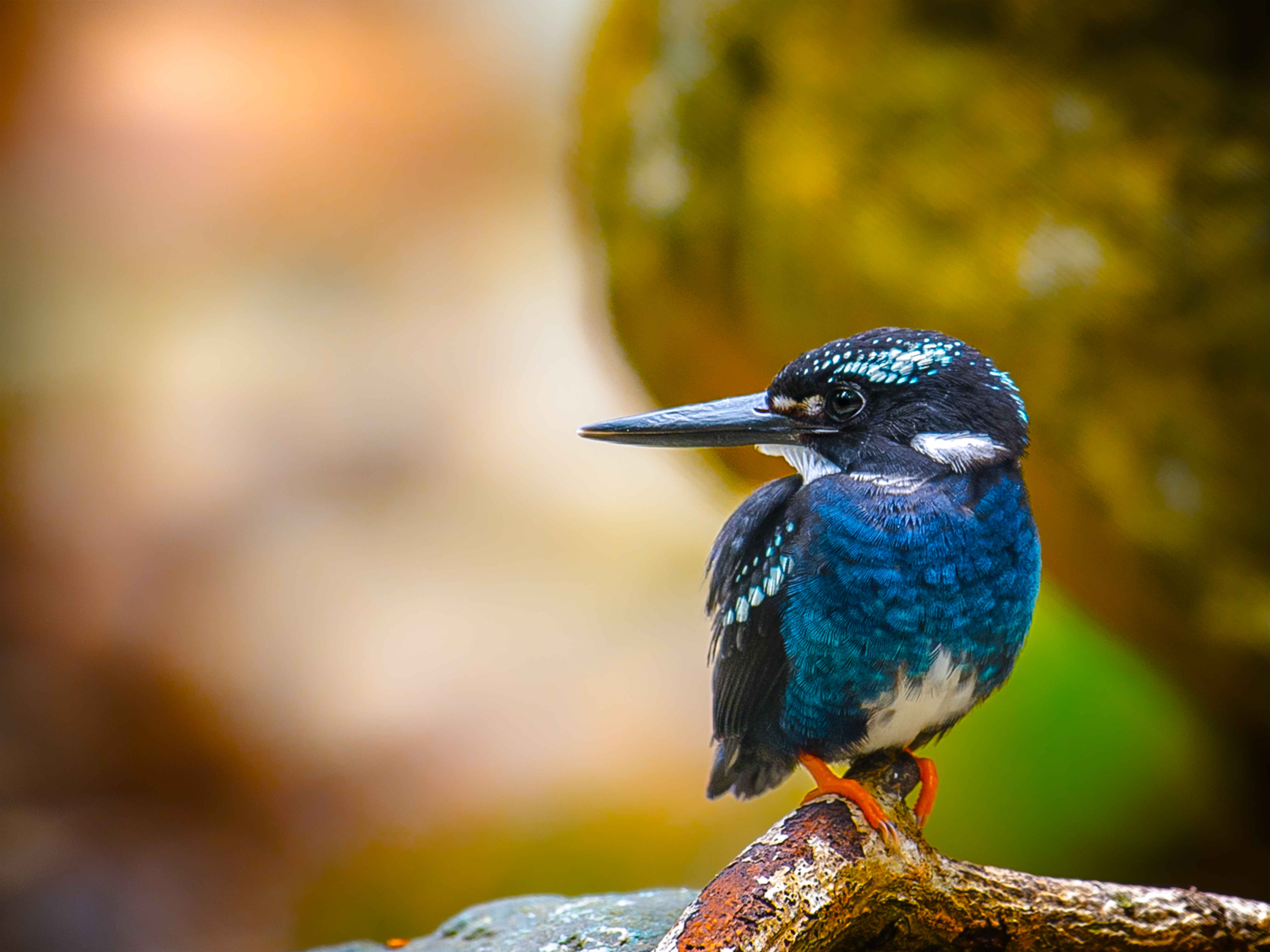
طائر الرفراف الفضي.

حلقه اسود (على الرغم من أنه يمكن أن يكون ابيض أيضًا)، وكذلك حد المنقار العلوي ‏ ، وريش الكتف والظهر. بطنه أبيض وصدره أزرق مخضر. قلنسوته سوداء اللون، ولكنها منقطة بنقاط بيضاء صغيرة تصل إلى مؤخرة الرقبة.
يصل طول طائر الرفراف الفضي الجنوبي الى حوالي14 cm ويصل وزنه الى حوالي 22 g,.
1. ↑  "Martin-pêcheur argenté : Distribution". www.oiseaux.net. اطلع عليه بتاريخ 2025-04-09.
2. ↑  "World Species : Ceyx argentatus (Silvery Kingfisher)". worldspecies.org. اطلع عليه بتاريخ 2025-04-09.